# Sentença (série de televisão)
Sentença é uma série de televisão brasileira produzida pela Cimarrón, tendo sua primeira temporada exibida pela plataforma de streaming Amazon Prime Video desde 15 de abril de 2022. Criada por Paula Knusden, com coloboração de Cássio Koshikumo, Davi Kolb, Francine Barbosa, Maria Shu, Luíza Fazio e Janaina Tokitaka, sob direção de Anahí Barneri e Marina Meliande.
Camila Morgado interpreta a advogada Heloísa que vive um grande dilema entre quebrar ou não os regimes da lei em prol de um bem maior. A série conta ainda com Lucinha Lins, Fernando Alves Pinto, Rui Ricardo Dias, Heloísa Jorge e Bárbara Colen no elenco.

## Enredo
Heloísa (Camila Morgado), uma advogada criminalista, tem como princípio profissional o direito de defesa de todos, seja lá qual crime tenha cometido a pessoa. Após anos de carreira e experiência, ela conhece bem os desafios do cárcere e sistema prisional brasileiro, onde grande parte da população encarcerada é esquecida e tem seus direitos básicos de assistência negligenciados. Quando um caso choca todo o país, a advogada fica responsável por defender a suposta assassina e se encontra em uma situação complicada que envolve o líder de umas maiores facções criminosas do Brasil e as pessoas que o querem morto. Além de todos os conflitos profissionais, Heloísa ainda precisa lidar com um trauma de sua infância que estava escondido em sua memória, mas que tem ressurgido e pode revelar um segredo familiar doloroso. Agora, ela busca equilibrar a busca pela verdade por trás do caso de sua cliente e os mistérios envolvendo sua própria família. Ela precisará decidir se irá cruzar a tênue linha que separa o direito de defesa e a possibilidade de cometer um crime imperdoável.

## Produção

### Escolha do elenco
Em novembro de 2020, foi anunciado que Camila Morgado iria estrelar uma série na Amazon Prime Video, que à época tinha o título de Criminal, após seu sucesso na série da Netflix Bom Dia, Verônica. Fernando Alves Pinto também foi anunciado para interpretar o marido da personagem de Camila. Antes da divulgação da série, as informações de produção foram sigilosas. Em dezembro de 2020, foi anunciado que a atriz Heloísa Jorge teria sido escalada para o elenco da série.

### Filmagens
As gravações da série ocorreram no final de 2020 no Uruguai. Foi alugado um estúdio para a produção da série em Montevidéu, tendo em vista que os índices da pandemia de COVID-19 no país estavam controlados. Outras produções brasileiras optaram pela mesma alternativa, transformando o país no "paraíso das produções audiovisuais".

## Elenco
- Camila Morgado como Drª Heloísa Luz
- Lucinha Lins como Olga
- Fernando Alves Pinto como Pedro
- Bárbara Colen como Tereza
- Heloísa Jorge como Drª Moira
- Rui Ricardo Diaz como Zeca
- Lena Roque como Dinorah Pereira
- Samya Pascotto como Flora
- Lourinelson Vladimir como Dr. Jaime Luiz
- Miwa Yanagizawa como Bete
- Marcos Alberto Filho como Jonas
- Victor Hugo Martins como Hugo Luz
- Leandro Daniel como Matheus

### Participações especiais
- Paulo Reis como Desembargador Magalhães
- Eli Ferreira como Júlia
- Marina Provenzzano como Denise
- Paula Cohen como Vanda
- Rômulo Marinho Jr. como Eduardo
- Rafael Valeire como pastor Valdir

## Episódios

### Resumo
| Temporada | Temporada | Episódios | Exibição             | Exibição            |
| Temporada | Temporada | Episódios | Estreia de temporada | Final de temporada  |
| --------- | --------- | --------- | -------------------- | ------------------- |
|           | 1         | 6         | 15 de abril de 2022  | 15 de abril de 2022 |

### 1.ª Temporada (2022)
| N.º geral | N.º na temp. | Título                             | Dirigido por                    | Escrito por   | Exibição original   |
| --- | ------------ | ---------------------------------- | ------------------------------- | ------------- | ------------------- |
| 1 | 1            | "Então, Dôtora"                    | Anahí Berneri e Marina Meliande | Paula Knudsen | 15 de abril de 2022 |
| O vídeo de um crime bárbaro viraliza nas redes sociais por todo o país e Heloísa precisa assumir o caso enquanto tenta equilibrar a vida de advogada criminalista com os problemas cotidianos de seu filho adotivo e seu marido promotor. |              |                                    |                                 |               |                     |
| 2 | 2            | "Nada Engana Mais que Aparências"  | Anahí Berneri e Marina Meliande | ASD           | 15 de abril de 2022 |
| 3 | 3            | "Eu Não Escolhi Esquecer"          | Anahí Berneri e Marina Meliande | ASD           | 15 de abril de 2022 |
| 4 | 4            | "Perdão Pelo Silêncio"             | Anahí Berneri e Marina Meliande | ASD           | 15 de abril de 2022 |
| 5 | 5            | "Você Não Tinha Esse Direito"      | Anahí Berneri e Marina Meliande | ASD           | 15 de abril de 2022 |
| 6 | 6            | "A Senteça Não Pode Ser Proferida" | Anahí Berneri e Marina Meliande | ASD           | 15 de abril de 2022 |